# Trofeo de Velocidad "Fira d'Agost"
El Trofeo de Velocidad Fira d'Agost es una carrera de motociclismo de velocidad disputada en el Circuito Urbano de Játiva (Valencia), organizada por el Moto Ruta Xàtiva. Las primeras carreras fueron disputadas en el año 1951 y desde entonces se siguen celebrando, siendo el trofeo de velocidad de motociclismo más antiguo que se celebra en España.
La carrera se celebra, por norma general, el 15 de agosto, coincidiendo con el primer día de la Fira d'Agost y coincidiendo con el día de Nuestra Señora de la Asunción. 